# Liste der Monuments historiques in Réveillon (Marne)
Die Liste der Monuments historiques in Réveillon führt die Monuments historiques in der französischen Gemeinde Réveillon auf.

## Liste der Immobilien
| Bezeichnung          | Beschreibung | Standort              | Kennzeichnung | Schutzstatus | Datum     | Bild           |
| -------------------- | --- | --------------------- | ------------- | ------------ | --------- | -------------- |
| Château de Réveillon | von 1607 bis 1617 erbaut; französischer Park aus der zweiten Hälfte des 17. Jahrhunderts; mit Wirtschaftsgebäuden, Wassergräben und Landschaftspark mit Sichtachsen und Weiher | Rue du Château (Lage) | PA00078831    | Classé       | 1948 1996 | weitere Bilder |

## Liste der Objekte
| Bezeichnung                               | Beschreibung                                                        | Standort                       | Kennzeichnung | Schutzstatus | Datum | Bild |
| ----------------------------------------- | ------------------------------------------------------------------- | ------------------------------ | ------------- | ------------ | ----- | ---- |
| Skulptur einer betenden Frau mit Hündchen | Fragment eines Grabmals; Kalkstein, farbig gefasst, 16. Jahrhundert | in der Kirche St-Fiacre (Lage) | PM51000946    | Classé       | 1932  |      |